# Olympische Sommerspiele 2000/Teilnehmer (Luxemburg)
| Gelbes Symbol für Goldmedaillen mit stilisierten Olympischen Ringen | Graues Symbol für Silbermedaillen mit stilisierten Olympischen Ringen | Braundes Symbol für Bronzemedaillen mit stilisierten Olympischen Ringen |
| ------------------------------------------------------------------- | --------------------------------------------------------------------- | ----------------------------------------------------------------------- |
| —                                                                   | —                                                                     | —                                                                       |

Luxemburg nahm an den Olympischen Sommerspielen 2000 in Sydney, Australien, mit einer Delegation von sieben Sportlern, zwei Männer und fünf Frauen, teil.

## Teilnehmer nach Sportarten

### Schwimmen
- Alwin de Prins
100 Meter Brust: 39. Platz

- Luc Decker
100 Meter Schmetterling: 47. Platz

- Lara Heinz
Frauen, 50 Meter Freistil: 34. Platz
Frauen, 100 Meter Freistil: 37. Platz

### Tennis
- Anne Kremer
Frauen, Einzel: 17. Platz

### Tischtennis
- Ni Xialian
Frauen, Einzel: 9. Platz
Frauen, Doppel: 9. Platz

- Peggy Regenwetter
Frauen, Doppel: 9. Platz

### Triathlon
- Nancy Arendt-Kemp
Olympische Distanz: 10. Platz